# Jean Kahwaji
Jean Kahwaji (ur. 29 września 1953  w Ajn Ibil) – libański generał. W 1973 roku wstąpił do akademii wojskowej, a cztery lata później rozpoczął służbę w żandarmerii wojskowej. W 1999 roku został szefem sztabu 11 Brygady Piechoty, dwa lata później zastępcą dowódcy 7 BP, a w 2002 roku dowódcą 2 BP. Od 29 sierpnia 2008 do 8 marca 2017 był Dowódcą Libańskich Sił Zbrojnych. Został zastąpiony na tym stanowisku przez Josepha Aouna.